# Ukiyo-e
Ukiyo-e (浮世絵?), "picturi ale lumii în mișcare", este un gen de picturi, respectiv de litografii produse în Japonia prin utilizarea tehnicii blocurilor de lemn între secolele al XVII-lea și al XX-lea, ale căror leimotive sunt peisaje, scene istorice sau scene teatrale și/sau de plăcere. Ukiyo-e reprezintă genul artistic major al litografierii cu blocuri de lemn.

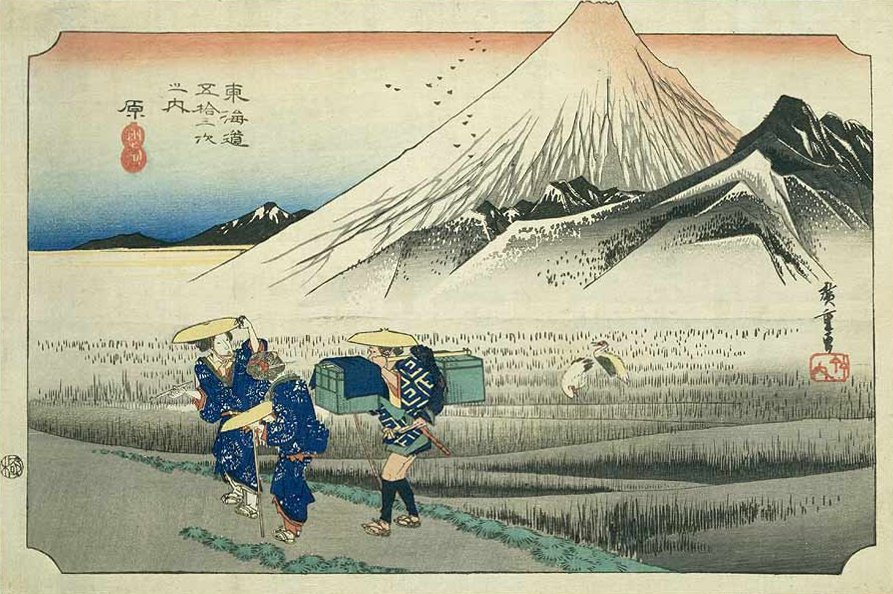
Imagine a muntelui Fuji din Harajuku, parte a seriei Cincizeci-și-trei de locuri din Tōkaidō, publicată prima dată în 1850.

Exprimarea "lumea în mișcare" (ukiyo ori "[The] floating world", cum însuși japonezii au tradus-o în engleză) se referă la impetuoasa cultură urbană care a explodat după Restaurația Meiji, care a constituit o cultură aparte în sine. Deși clasele tradiționale ale societății japoneze erau îngrădite de numeroase restricții, clasa comercianților în creștere și înflorire era practic nereglată, deci "în mișcare", precum o apă curgătoare se deplasează de la izvor înspre vărsarea sa în mare.

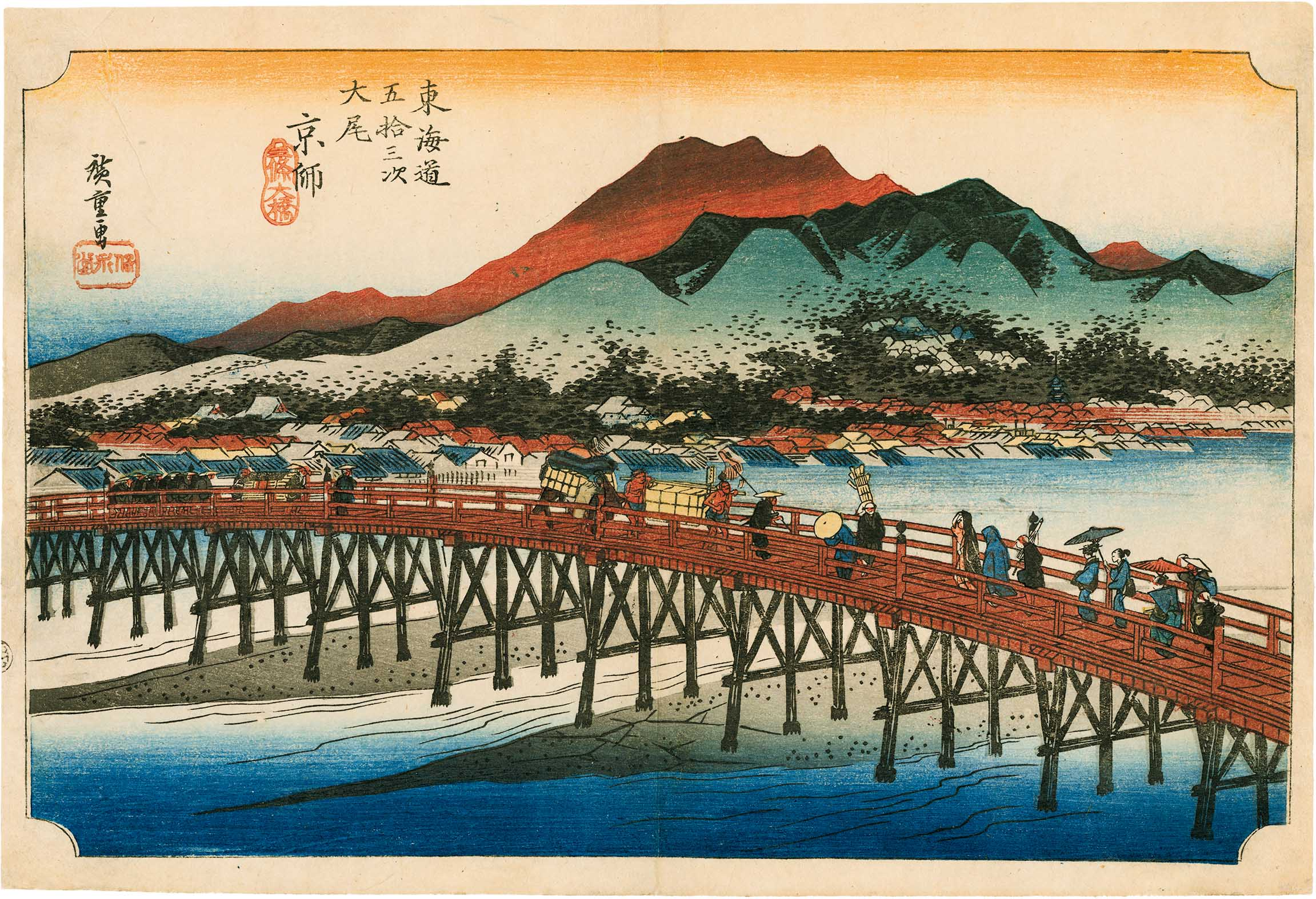
O altă imagine din seria celor Cincizeci-şi-trei de locuri din Tōkaidō

Acest gen artistic, care a ajuns să fie de mare popularitate în timpul culturii metropolitane Edo (numit ulterior Tokio) din timpul celei de-a doua jumătăți a secolului al XVII-lea, își avea originile în lucrările monocromatice în tuș ale lui Hishikawa Moronobu al anilor 1670. La început, fusese utilizat doar tușul negru, în timp ce anumite litografii fuseseră colorate manual. Ulterior, în secolul următor, după ce tehnica litografierii policrome fusese inventată, respectiv popularizată printre artiști de către Suzuki Harunobu, începând cu anii 1760, producerea litografiilor policrome, numite nishiki-e, a devenit standardul general.